# بيننا (مسلسل)
بيننا (بالألمانية: Unter uns) هو مسلسل دراما تم إنتاجه في ألمانيا. بدأ عرضه في سنة 1994 على تلفزيون آر تي إل. بلغ عدد حلقاته 5550 حلقة، وتبلغ مدة الحلقة الواحدة 25 دقيقة. تم بث المسلسل لأول مرة بتاريخ 28 نوفمبر 1994. من بطولة بترا بلوسي، إيزابيل هرتيل، ميلوش فوكوفيتش، بن رودينجر وكلوديل ديكيرت. يركز المسلسل على حياة الناس في منزل سكني يقع في شيليرلي في كولونيا.

## روابط خارجية
- بيننا على موقع IMDb (الإنجليزية)
- بيننا على موقع كينوبويسك (الروسية)
- بيننا على موقع ألو سيني (الفرنسية)
- بيننا على موقع قاعدة بيانات الفيلم (الإنجليزية)